# سیلوینو برچلینو
سیلوینو برچلینو (انگلیسی: Silvino Bercellino؛ زادهٔ ۳۱ ژانویهٔ ۱۹۴۶) بازیکن فوتبال اهل ایتالیا است.
از باشگاه‌هایی که در آن بازی کرده‌است می‌توان به باشگاه فوتبال یوونتوس، باشگاه فوتبال مونتسا، باشگاه فوتبال لیورنو، و باشگاه فوتبال پالرمو اشاره کرد.